# إيفون شيرمان
إيفون شيرمان (بالإنجليزية: Yvonne Sherman)‏ هي متزلجة فنية أمريكية، ولدت في 3 مايو 1930 في نيويورك في الولايات المتحدة، وتوفيت في 2 فبراير 2005 في كولورادو سبرينغس في الولايات المتحدة.

## وصلات خارجية
- إيفون شيرمان على موقع أوليمبيديا (الإنجليزية)